# Борнгольмський десант
Борнхольмський десант був здійснений 9 травня 1945 року радянським Балтійським флотом та силами 2-го Білоруського фронту (командувач — Маршал Радянського Союзу К. К. Рокоссовський), в результаті радянські війська примусили капітулювати частини Вермахту на данському острові Борнгольм.

## Планування та підготовка операції
У 1945 року нацистське керівництво використовувало острів Борнгольм в Балтійському морі як перекидочну базу при евакуації своїх частин з Курляндського котла, Данцигської затоки та притиснутих до морського узбережжя окремих угрупувань в Східній Пруссії. 25 січня 1945 року на нараді в ставці Адольфа Гітлера приймається рішення посилити оборону окупованої Данії, зокрема Борнгольму.
На початку 1945 року гарнізон острова становив понад 12 000 вояків та старшин, були берегові та зенітні батареї — у березні з Курляндського півострова сюди було довезено 8 берегових батарей, близько 10 пеленгаторних та радіолокаційних станцій, 3 гідроакустичні станції для вистеження підводних човнів, на острові розміщувався невеликий військовий аеродром. Гарнізоном Борнгольму з 5 березня керував капітан 1-го рангу Гергард фон Кампц; з 6 травня фактично керівництво обороною здійснював генерал артилерії Рольф Вутманн, котрий прибув із залишками частин, евакуйованих зі Східної Пруссії.
4 травня нацистські війська в північно-західній Німеччині, Голландії та Данії капітулюють перед канадсько-британською 21-ю групою армій, котрою керував фельдмаршал Бернард Монтгомері. Однак попри умови капітуляції нацистські авіація та кораблі не припинили бойових дій, темпи евакуації же німецьких військ на захід Балтійським морем тільки посилилися. З кораблів із евакуйовуваними по радянських кораблях при зближенні вівся вогонь — це було через наказ, який отримав Герхард фон Кампц щодо капітуляції лише британським військам та утриманні Борнхольму до того часу.
4 травня Ставка Верховного Головнокомандування по пропозиції Народного комісаріату ВМФ СРСР адмірала флоту М. Г. Кузнецова приймає рішення зірвати евакуацію. Для проведення десантної операції виділяється 18-та стрілецька дивізія 132-го стрілецького корпусу (командувач корпусу — генерал-майор Ф. Ф. Коротков) 19-ї армії 2-го Білоруського фронту. Керівництво вважало, що німецькі сили на острові не робитимуть збройного опору після демонстрації військової сили, для прийому капітуляції передбачалося висадити роту моряків та за потреби стрілецький полк.

## Перебіг радянських дій на острові
7 травня авіація Балтійського флоту виявляє західніше та північніше Борнгольму великі конвої — у західному напрямі в морі від Лібави, Віндави та Геля до острова рухалося 700 різновеликих кораблів, допоміжних суден, транспортів та звичайних шлюпок. Того ж дня радянська авіація здійснює 2 бомбо-штурмові удари — 78 штурмовиків та 24 винищувачів, 8 травня — чотири удари — 91 штурмовик, 62 винищувачі, 28 бомбардувальників по кораблях, плавучих засобах та портових спорудах в Ренне і Нексе. Згодом в цих портах було виявлено потоплених 6 транспортів, 2 мотоботи, 1 десантна баржа, 1 самохідна баржа та 1 торпедний катер. На Борнгольмі були зруйновані військові об'єкти та громадські споруди, серед німецьких військових та цивільних були загиблі. Відразу після підписання акту про капітуляцію Німеччини о 23-й годині 8 травня німецькому гарнізону по радіо відкритим текстом передається радіограма німецькою мовою з вимогою виконати рішення про капітуляцію. Проте борнгольмський гарнізон не капітулював, близько 14-ї години 9 травня була перехоплена радіограма з острова, в якій говорилося, що на рейдах Боргхольма знаходиться велика кількість кораблів та транспортних засобів з більш ніж 7000 солдатів та офіцерів, рух кораблів продовжується. 9 травня радянське військове керівництво приймає рішення про здійснення десанту на Борнгольм.
9 травня о чверть на 7-му годину для прийняття нацистської капітуляції на Борнгольм з порту Кольберг вирушає 6 торпедних катерів (командир загону катерів — капітан 3-го рангу Е. В. Осецький) зі стрілецькою ротою — 108 чи 110 бійців; керував загоном висадки начальник штабу Кольберзької військово-морської бази капітан 2-го рангу Д. С. Шавцов; в швидкому часі загін перехоплює загін німецьких кораблів — 4 мотоботи та самохідна баржа, на яких знаходилися нацистські військові, один з катерів їх відконвоював в порт Кольберга. Решта 5 катерів по 15-й годині до борнгольмського порту Ренне та без протидії здійснили висадку десантної роти; до командира радянського десанту прибув німецький офіцер та від імені коменданта генерала Вутманна зажадав негайно покинути Борнгольм. Шавцов у відповідь попередив, що у випадку нескладення зброї через 2 години по військових об'єктах острова буде здійснено авіаційний удар.
Увечері 9 травня біля Борнгольму відбувся морський бій — близько 17-ї години 3 радянські торпедні катери наздогнали 11 німецьких сторожових катерів, буксир та транспорт, на наказ конвою повернутися в порт нацистські кораблі відкрили вогонь; пуск радянської торпеди не вдався, торпедні катери відходять в порт Ренне.
Доки нацистське керівництво проводило нараду, десантна рота з допомогою населення зайняла телеграф, об'єкти в порту та перерізала кабелі зв'язку. Через декілька годин генерал Вутманн, начальник його штабу та морський комендант здалися та були доставлені в Кольберг на торпедних катерах, де підписали наказ про капітуляцію гарнізону Борнгольму.
Протягом 9 травня радянська авіація неодноразово здійснювала удари по німецьких конвоях, що відходили на захід — загалом було виявлено до 50 кораблів, з них 10 було потоплено, приблизно стільки ж пошкоджено; в повітряних боях було збито 16 літаків Люфтваффе.
У ніч на 10 травня в напрямі Швеції від острова відійшли німецькі буксир та баржа; вранці вони виявлені авіацією, на перехоплення вийшли торпедні катери, котрі завернули втікачів на Борнхольм — загалом там було до 800 німецьких військових.
На світанку 10 травня на острів прибув загін торпедних катерів, котрим керував Герой Радянського Союзу капітан 3-го рангу В. Старостін, в порту Рьонне висадилося 600 морських піхотинців, після того всі німецькі частини почали складати зброю.
Не менше 2 радянських вояків було поранено при зачистці острова.
Протягом 10 — 11 травня відбувалося роззброєння німецького гарнізону, після того 11 138 полонених були вивезені на територію СРСР. У цьому ж часі на Борнгольм прибував радянський гарнізон — 7687 вояків 132-го стрілецького корпусу. Два радянські моряки в бою були поранені, один в госпіталі помер; німецький конвой відійшов у Данію.

## Післямова
Радянські війська знаходилися на острові менше року, 5 квітня 1946 після передачі Борнгольму представникам данського уряду були виведені; загалом в часі перебирання контролю над островом та подальшого перебування радянського гарнізону на ньому загинуло близько 30 військовослужбовців.
Під час радянських авіанальотів 7-8 травня 1945 року загинуло 10 мирних громадян, зруйновано 470 будівель, 4600 людей залишилося без даху над головою. Нацистські сили — по різних даних — не мали втрат — чи втратили вбитим 1 військового.
Генерал Вутманн за здачу радянським військам без бою Борнгольму отримав 10 років концентраційних таборів.